# 그레이트브리튼섬
그레이트브리튼섬(영어: Great Britain, 스코틀랜드 게일어: Breatainn, 웨일스어: Prydain Fawr, 스코트어: Great Breetain, 콘월어: Breten Veur, 문화어: 브리텐 섬) 또는 대브리튼섬은 유럽 북서쪽에 있는 세계에서 9번째로 큰 섬이다. 영국의 본토에 해당하는 섬으로, 아일랜드섬 등과 함께 브리튼 제도를 이룬다. 영국의 구성국(홈 네이션스) 가운데 하나인 잉글랜드, 웨일스, 스코틀랜드가 이 섬에 위치하고 있다.
면적은 209,331km2로 유럽에서 가장 큰 섬이고, 인도네시아의 자와섬과 일본의 혼슈에 이어 세계에서 세 번째로 사람이 많이 사는 섬이다. 섬의 크기는 세계 9위로 한반도보다 조금 작다.
섬의 남동부에 위치한 잉글랜드는 낮고 평탄하며, 서부에 위치한 웨일스와 북부에 위치한 스코틀랜드는 산과 언덕이 대부분을 차지하는 북고남저 형태다. 빙하 시대에는 영국 해협이 육지로 연결된 반도의 형태로 존재하기도 했다.
멕시코 만류의 영향으로 그레이트브리튼섬의 기후는 같은 위도의 다른 지역들에 비해 온화하다. 흐린 날이 많으며, 강수량이 풍부하다.

## 명칭

### 어원
그레이트브리튼섬과 그 일대 부속섬을 아우르는 군도를 한꺼번에 아울러 '브리튼 제도'라고 부르는데, 그 어원은 지금으로부터 2000년 전 고전기 지리학자들이 이 일대를 묘사하기 위해 썼던 지명에서 유래하였다. 기원전 50년경 그리스의 지리학자들은 이 지역 섬들을 통틀어 '프레타니케' (Prettanikē)란 지명을 붙였다. 이후 로마 제국의 브리튼 정복과 함께 로마인들이 라틴어로 '브리타니아' (Britannia)라는 지명을 써서 널리 정착되었다. 처음에는 그레이트브리튼섬 전체를 가리키는 말이었으나 나중에는 칼레도니아 이남의 로마 제국령에 한정되는 지역의 명칭으로 뜻이 바뀌었다.
그레이트브리튼섬을 가리키는 가장 오래된 이름으로 '알비온'(그리스어: Ἀλβιών)이 있다. 알비온은 라틴어 '알부스' (albus)에서 따온 것으로, 이는 곧 '희다'라는 뜻인데, 유럽 대륙에서 브리튼섬으로 건너갈 때 제일 먼저 마주할 수 있는 도버 백악절벽의 하얀 풍경에서 유래했을 가능성이 제기된다. 알비온과 더불어 '알비온의 섬'이라는 뜻에서 라틴어로 '인술라 알비오눔' (insula Albionum)이라 부르기도 했다. 이 명칭이 언급된 가장 오래된 문헌은 기원전 4세기 아리스토텔레스의 저작 《우주론》 제3권으로, "그곳에는 프레타니케라 아우르는 몹시 큰 섬이 두 개 있는데, 알비온과 이어르네라 한다"라고 소개하고 있다.

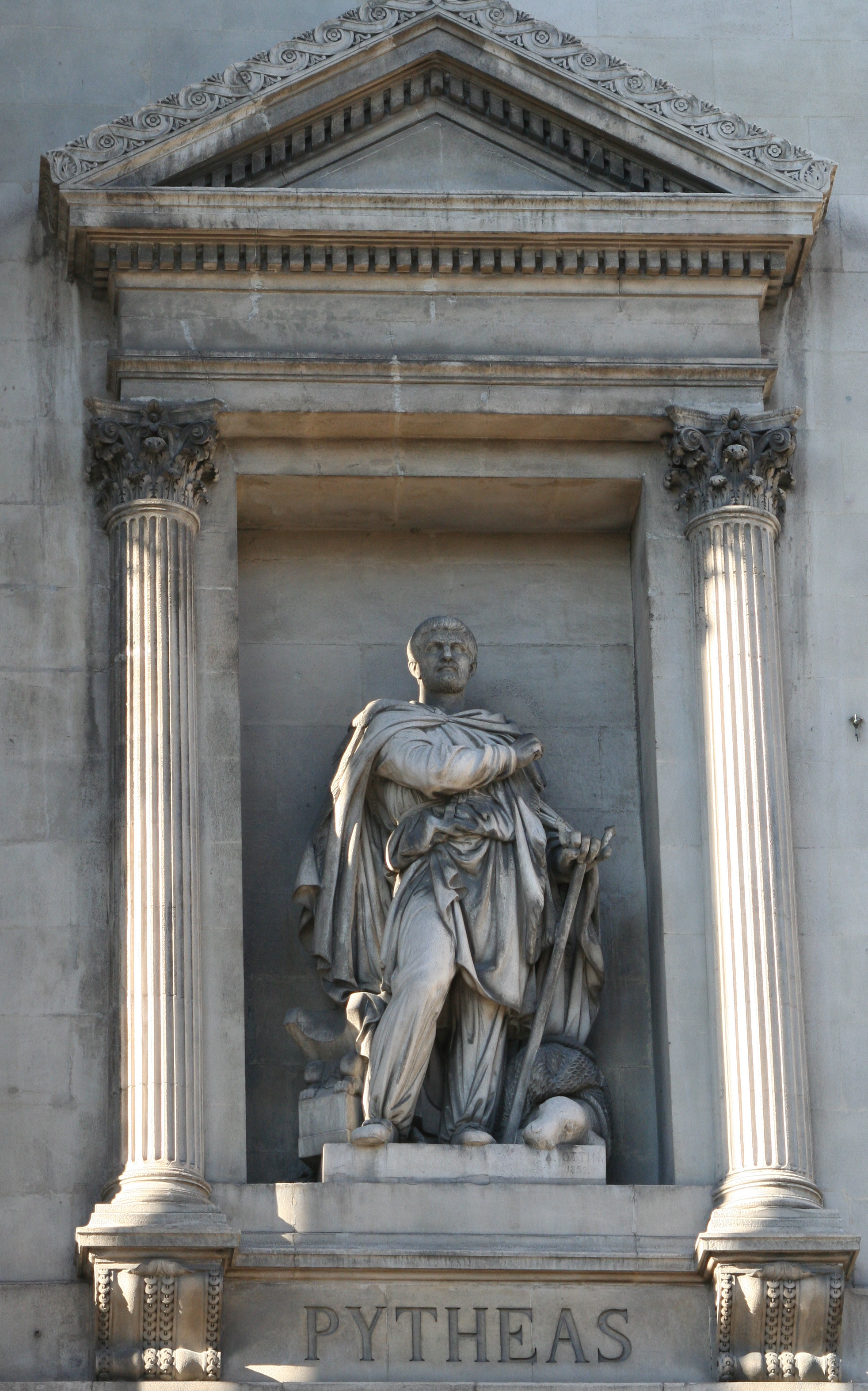
고대 그리스의 지리학자 피테아스

알비온에 이어 브리튼 (Britain)이라는 명칭이 처음 문헌 기록에 소개된 것은 그리스의 지리학자 피테아스가 남긴 여행기에서, 현지인이 쓰는 P켈트어 지명에서 유래한 것을 고대 그리스어로 전사한 것이지만, 이 피테아스의 문헌은 오늘날 전해지지 않는다. 그 대신 후대의 작가들이 피테아스의 여행기를 인용하면서 남게 된 흔적들이 현존하는 문헌 가운데 브리튼에 관한 최초의 언급으로 남아 있다. 대표적으로는 스트라본의 《지리지》, 대 플리니우스의 《박물지》, 디오도로스 시켈로스의 《역사서》에 드러나 있다. 고대 로마의 대 플리니우스는 《박물지》에서 브리튼섬에 대해 "옛말로 알비온이라 하였으나, 나중에 이르러 우리가 지금부터 간단히 짚고 넘어갈 섬들 전체를 '브리타니아이' (Britanniæ)로 이름하게 되었다"고 소개한다.

### 그레이트의 어원

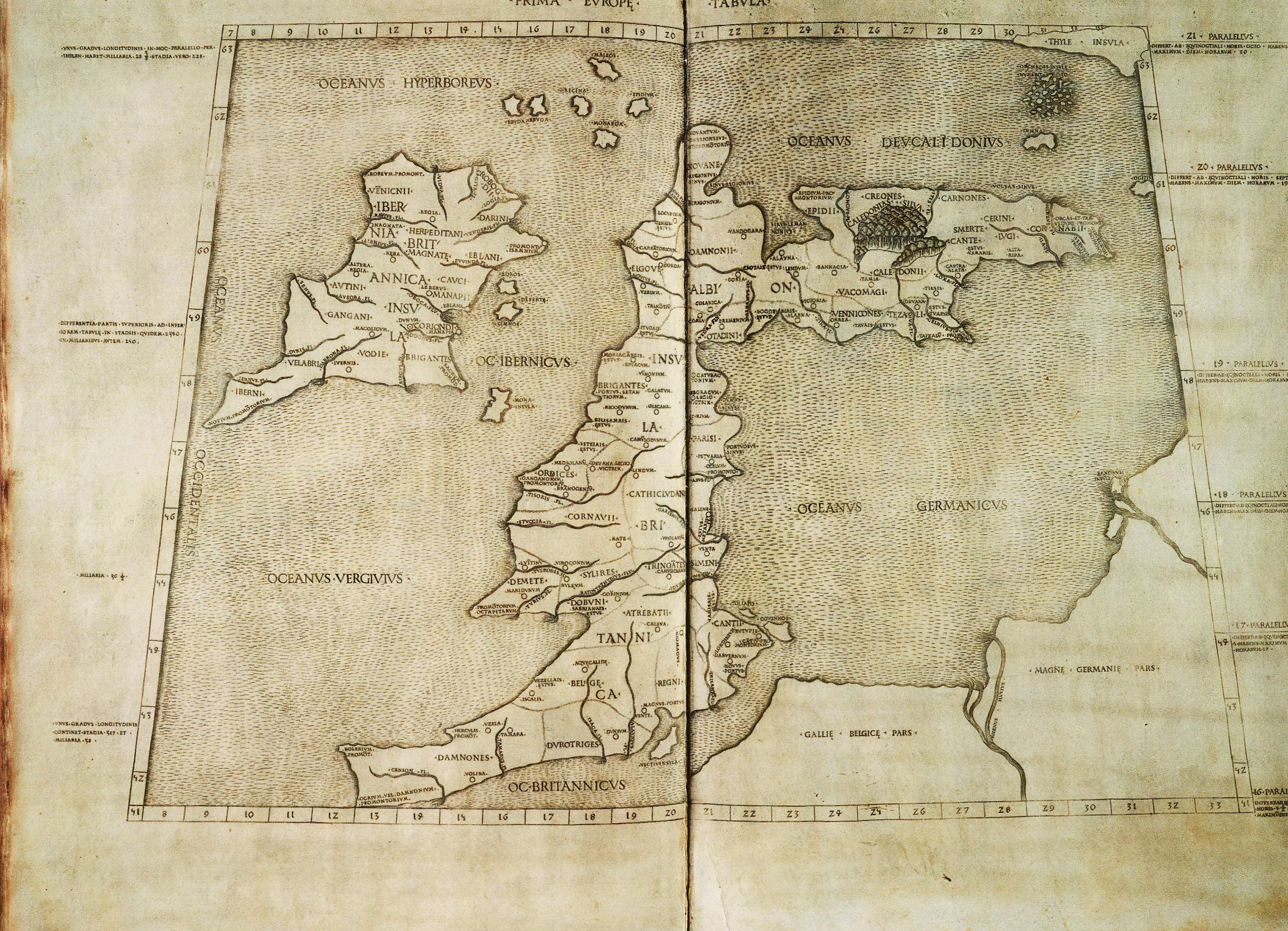
1490년 이탈리아에서 제작된 프톨레마이오스의 지도. 서기 1세기 로마 제국의 브리튼섬 점령기에 도로망과 해안선 탐사에 나서 그레이트브리튼섬의 지도를 완성하였다. 하지만 스코틀랜드가 동쪽으로 너무 치우쳐 있다는 점, 아일랜드가 위쪽으로만 머물러 있고 웨일스 쪽 위도는 묘사되지 않았다는 점의 두가지 오류가 지적된다. 후자의 경우 피테아스의 위도 측정기록을 참조했다는 설의 근거로 작용하기도 한다.

이렇듯 단순히 '브리타니아' 내지는 '브리튼'이라 불리었던 섬이름에 '그레이트' (Great)를 붙여 '그레이트브리튼섬' (Great Britain)으로 바뀌게 된 이유는, 우선적으로 다른 지역과 구분할 필요성이 생긴 것에서 비롯되었다.
그리스계 이집트인 과학자였던 프톨레마이오스는 자신의 저서 《알마게스트》 (147년)에서 브리튼제도의 두 섬 중에서 큰 섬을 '대브리튼섬' (μεγάλη Βρεττανία / megale Brettania), 작은 섬을 '소브리튼섬' (μικρὰ Βρεττανία / mikra Brettania)이라 칭했다. 이후에 편찬한 《지리》 (150년경)에서는 각각의 섬에 대해 '알위온' (Alwion), '이웨르니아' (Iwernia), '모나' (Mona)라는 명칭으로 바꿔 소개하고 있는데, 이러한 이름들을 《지리지》를 편찬할 당시에는 알지 못하여, '대브리튼섬'·'소브리튼섬'으로 소개한 것으로 보인다. 하지만 로마 제국의 브리튼섬 정복 이후에는 '알비온' (Albion)이란 지명이 사장되고, '브리튼' (Britain)이란 지명이 좀 더 보편적인 이름으로 자리를 잡았다.
앵글로색슨 시대에 이르러 단순 '브리튼'이란 말은 옛날 용어로만 쓰이게 되었다. 몬머스의 제프리는 《브리타니아 열왕사》 (1136년경)에서 그레이트브리튼섬을 '브리타니아 마조르' (Britannia major →대브리타니아)라 소개하였는데, 이는 유럽 대륙의 브르타뉴 반도를 뜻하는 '브리타니아 미노르' (Britannia minor →소브리타니아)와 구별하기 위해 지은 것이었다. 5~6세기 브리튼섬의 켈트족이 건너가 새로 정착한 지역과 혼동될 수 있었기 때문이다.
세월이 흘러 영어로 '그레이트브리튼' (Great Britain)이란 이름이 자리잡기 시작하였는데, 공식적으로 쓰인 첫 사례는 1474년으로 거슬러 올라간다. 당시 잉글랜드 에드워드 4세의 딸 세실리아과 스코틀랜드 제임스 3세의 아들 제임스 4세 간의 청혼서를 작성하였는데, '그레이트브리튼이라 부르는 이 고귀한 섬' (this Nobill Isle, callit Gret Britanee)이란 대목에서 드러난다. 1548년 양국간의 왕실 결혼을 추진하던 제1대 서머싯 공작 에드워드 시모어도 잉글랜드와 스코틀랜드가 "그레이트 브리튼이라는 한 섬의 두 형제와도 같다" (like as twoo brethren of one Islande of great Britaynes again)이란 말을 남겼다. 1604년에는 스코틀랜드와 잉글랜드의 동군이 된 제임스 1세가 스스로를 "그레이트브리튼, 프랑스, 아일랜드의 국왕" (King of Great Brittaine, France and Ireland)이라 칭하기도 했다.

### 오늘날의 쓰임새
오늘날 '그레이트브리튼' (Great Britain)이란 이름은 지리적으로는 그레이트브리튼섬만 가리키지만, 정치적으로는 잉글랜드, 스코틀랜드, 웨일스의 세 지방을 아우르는 명칭으로서 부속섬들까지 전부 포함하는 이름이 되었다. 또 그레이트브리튼이라는 명칭 자체가 영국 전체를 가리키는 말로도 쓰이는데, 엄밀히 말해서 영국에는 아일랜드섬의 북아일랜드도 속하므로 틀린 말이지만, 옥스퍼드 영어사전에서도 Great Britain이란 단어를 두고 "영국을 대강 이르는 말로도 쓰임" (...the term is also used loosely to refer to the United Kingdom)이라며 그 용법을 인정하고 있다.
마찬가지로 '브리튼' (Britain) 역시 그레이트브리튼섬과 부속섬을 전부 아우르는 말, 큰섬만 이르는 말, 상술한 지방들을 아우르는 말의 세가지 쓰임새를 지닌 명칭이 되었다. 브리튼 (Britain)과 영국 (United Kingdom)의 구분 역시 명확하지 않은데 이는 심지어 영국 정부 공식 문서에서도 발견되는 양상으로, 연간백서에서는 'Britain'과 'United Kingdom'를 모두 번갈아 쓰는 형편이다.
그레이트브리튼의 약자인 'GB'와 'GBR'은 국제 알파벳 부호상에서 영국을 가리키는 데 있어 'UK'를 대체하는 알파벳으로도 사용된다. 대표적으로 만국우편연합, 각종 국제대회 선수단, 북대서양 조약 기구 (NATO), 국제 표준화 기구 (ISO) 지역 코드인 ISO 3166-2와 ISO 3166-1 alpha-3이 있다. 항공기 등록기호에서는 영국 국적기에 대해 한글자 더 줄여서 'G'라고 표기한다.
인터넷 주소에 쓰이는 국가 코드 최상위 도메인에서는 영국 도메인으로 .uk를 부여하고 있다. 그레이트브리튼을 나타낸 .gb도 한정된 용도로 사용되었으나 북아일랜드 소 문제로 지금은 폐지되었다. 영국 정부조직이나 이메일 호스팅 업체를 중심으로 .gb로 등록되어 아직도 쓰는 경우가 있지만, 신규 등록은 중단된 상태다.
올림픽에서는 영국 올림픽 협회가 자국 선수단의 명칭으로 '팀 GB' (Team GB)라는 이름을 사용한다. 이는 아일랜드섬 (남아일랜드·북아일랜드)의 경우 아일랜드 올림픽 위원회가 대표한다는 현실을 반영한 이름이기도 하다. 국적상 영국에 속하는 북아일랜드 선수들은 영국 대표팀으로도, 아일랜드 대표팀으로도 출전할 기회를 동시에 얻으며, 실제로 대부분 아일랜드 국가대표로 나서는 경우가 많다.

### 정치적 쓰임새

정치적 정의에 따른 '그레이트브리튼' (초록색). 옅은 초록색은 북아일랜드이다.

상술했다시피 '그레이트브리튼'은 영국의 구성국 중에서 잉글랜드, 스코틀랜드, 웨일스를 한번에 이르는 말로도 쓰이며, 이때 북아일랜드는 제외한다. 브리튼섬 본토 뿐만 아니라 와이트섬, 앵글시섬, 실리제도, 헤브리디스제도, 오크니제도와 셰틀랜드제도 등, 잉글랜드·웨일스·스코틀랜드에 속하는 부속섬은 전부 '그레이트브리튼'의 범주에 속한다. 단, 부속섬이라 하더라도 왕실령인 맨섬과 채널 제도는 제외된다.
1707년 잉글랜드 왕국과 스코틀랜드 왕국이 연합조약에 의거한 연합법 제정으로 의회를 통합하고 하나의 연합국가를 이루었는데, 그레이트브리튼섬을 통일했다 하여 그 국명을 그레이트브리튼 연합왕국 (Kingdom of Great Britain)이라 지었다. 이 같은 이름은 1802년 아일랜드를 합병한 뒤 그레이트브리튼 및 아일랜드 연합왕국, 1922년 남아일랜드가 독립해 나간 뒤 현재의 국명인 그레이트브리튼 및 북아일랜드 연합왕국에도 고스란히 남아 있다.